# Pierre-Charles Ruamps
Pierre-Charles Ruamps, né le 29 décembre 1750 à Saint-Saturnin-du-Bois (province de Saintonge), mort le 15 avril 1808 à Saint-Jean-d'Angély (département de la Charente-Maritime), est un homme politique de la Révolution française.

## Biographie
Pierre-Charles est le fils de Pierre Ruamps, docteur en médecine à Marennes, et de Marie Fichon. Son parrain Pierre Fichon est maître des eaux et forêts à Rochefort. Il est d'abord cultivateur puis lieutenant des canonniers garde-côtes.

### Sous la Révolution

#### Élections des États-généraux
En janvier 1789, Pierre-Charles Ruamps est élu représentant suppléant du tiers-état de la sénéchaussée de La Rochelle, le deuxième et dernier, aux États-généraux de 1789. Il n'est cependant pas appelé à siéger à l'Assemblée nationale constituante. 

#### Mandat à la Législative
La France devient une monarchie constitutionnelle en application de la constitution du 3 septembre 1791. En septembre 1791, Pierre-Charles Ruamps, alors devenu membre du directoire de la Charente-Inférieure, est élu député du département, le cinquième sur onze, à l'Assemblée nationale législative.  
Il siège sur les bancs de la gauche de l'assemblée. En février 1792, il vote en faveur de la mise en accusation de Bertrand de Molleville, le ministre de la Marine. En avril, il vote pour que les soldats du régiment de Châteauvieux, qui s'étaient mutinés lors de l'affaire de Nancy, soient admis aux honneurs de la séance. En août, il vote en faveur de la mise en accusation du marquis de La Fayette. À la fin du mois d'août, il est envoyé en mission à Rochefort, aux côtés de son collègue Joseph Niou, afin d'acheminer de l'artillerie vers Paris.  
Parallèlement à son mandat, il fréquent le club des Jacobins. Il occupe le poste de secrétaire en mai 1792. 

#### Mandat à la Convention
La monarchie prend fin à l'issue de la journée du 10 août 1792 : les bataillons de fédérés bretons et marseillais et les insurgés des faubourgs de Paris prennent le palais des Tuileries. Louis XVI est suspendu et incarcéré avec sa famille à la tour du Temple. En septembre 1792, Pierre-Charles Ruamps est réélu député de la Charente-Inférieure, de nouveau le cinquième sur onze, à la Convention nationale. 
Il siège sur les bancs de la Montagne. Lors du procès de Louis XVI, il vote la mort et rejette l'appel au peuple et le sursis à l'exécution. En avril 1793, il est absent lors du scrutin sur la mise en accusation de Jean-Paul Marat. En mai, il est absent lors du scrutin sur le rétablissement de la Commission des Douze. 
En avril 1793, Pierre-Charles Ruamps est envoyé en mission auprès de l'armée du Rhin. Il est rappelé à Paris en brumaire an II (novembre 1793). En pluviôse (février 1794), il est envoyé, aux côtés de Jacques-Nicolas Billaud-Varenne, en mission à Saint-Malo dans le cadre du projet de débarquement sur les îles de Jersey et de Guernesey. Il émet un rapport sur sa mission à la Convention en ventôse an III (mars 1795). 
Lors de la fête de l'Être suprême, le 20 prairial an II (le 8 mai 1794), Marc Antoine Baudot avance, dans ses mémoires, que Ruamps, ainsi que ses collègues Laurent Lecointre, Louis Maribon-Montaut et Didier Thirion auraient manifesté de l'hostilité contre Maximilien de Robespierre, alors président de la Convention. Le même mois, appuyé par son collègue Laurent Lecointre, Ruamps s'oppose vigoureusement à la loi de réorganisation du tribunal révolutionnaire, dite « loi de prairial », défendue par Georges Couthon et Maximilien de Robespierre : « Ce décret est important, j'en demande l'impression et l'ajournement. S'il était adopté sans ajournement, je me brûlerais la cervelle ».  
Après la chute de Robespierre, Pierre-Charles Ruamps s'élève cependant contre la réaction thermidorienne et se range derrière les « derniers Montagnards » selon l'expression de l'historienne Françoise Brunel. En nivôse an III (janvier 1795), il reproche à Jean-François Delmas, membre du Comité de Salut public, de vouloir  « destituer les bons officiers et de les remplacer par des gueux », et accuse André Dumont, membre du Comité de Sûreté générale, d'être un royaliste.   
Lors de l'insurrection du 12 germinal an III (1er avril 1795), les anciens membres du Comité de Salut public, Bertrand Barère, Jacques-Nicolas Billaud-Varenne et Jean-Marie Collot-d'Herbois, sont décrétés de déportation sur l'île d'Oléron. Ruamps signe la demande d'appel nominal émise par son collègue Laurent Lecointre. Il est décrété d'arrestation et incarcéré au château de Ham, dans la Somme, avec ses collègues Léonard Bourdon, Pierre Chasles, René-Pierre Choudieu, André Foussedoire et Marc-Antoine Huguet. Il est décrété d'accusation en prairial (mai) sur motion d'André Dumont, mais bénéficie de l'amnistie votée lors de la clôture de la Convention.   

#### Sous le Consulat et le Premier Empire
Ruamps se retire dans son département natal où il assure la fonction de conseiller général du 8 juin 1800 à sa mort.

### Dans les arts
Jean-Louis Laneuville, peintre néo-classique et élève de Jacques-Louis David, réalise en 1792 le Portrait de Pierre-Charles Ruamps de Surgères acquis en 1960 par le Joslyn Art Museum d'Omaha dans le Nebraska.

## Sources
- « Pierre-Charles Ruamps », dans Adolphe Robert et Gaston Cougny, Dictionnaire des parlementaires français, Edgar Bourloton, 1889-1891 [détail de l’édition]